# بریا
بریا (به لاتین: Bria) یک شهر در جمهوری آفریقای مرکزی است که در هاوته-کوتو واقع شده‌است.

## خصوصیات
بریا 99٬۳۲۲ نفر جمعیت دارد و ۵۵۳ متر بالاتر از سطح دریا واقع شده‌است.